# Bantogdo
Bantogdo est une commune rurale située dans le département de Sourgoubila de la province du Kourwéogo dans la région Plateau-Central au Burkina Faso.

## Géographie
Bantogdo se trouve à environ 15 km à l'ouest de Sourgoubila et à 40 km à l'ouest au centre de Ouagadougou.

## Santé et éducation
Bantogdo accueille un centre de santé et de promotion sociale (CSPS) tandis que le centre hospitalier le plus proche est le CHU de Yalgado-Ouédraogo dans le secteur 4 de Ouagadougou.